# 沃尔默斯多夫
沃尔默斯多夫是德国石勒苏益格－荷尔斯泰因州的一个市镇。总面积6.10平方公里，总人口333人，其中男性168人，女性165人（2011年12月31日），人口密度55人/平方公里。